# Проктор, Ричард Антони
Проктор, Ричард Антони (англ. Richard Anthony Proctor; 23 марта 1837 года, район Челси, Лондон, Англия — 12 сентября 1888 года, Нью-Йорк, США) — английский астроном. Его лучше всего помнят за то, что он выпустил одну из самых ранних карт Марса в 1867 году, составив его из 27 рисунков английского наблюдателя Уильяма Раттера Доза.
Позднее названия на его карте была замещена названиями Джованни Скиапарелли и Эжена Антониади, и его номенклатура была забыта (например, его «море Кайзера» стало «Большой Сирт»).
Он использовал старые рисунки Марса, относящиеся к 1666 году, чтобы попытаться определить звездные сутки на Марсе. Его окончательная оценка, в 1873 году, была 24 час. 37 мин. 22.713 сек, очень близка к современному значению 24 час. 37 мин. 22.663 сек.. Тем не менее, значение Фредерика Кайзера 24 час. 37 мин. 22,622 сек. ближе на 0,012 сек. к значению 88 642,688 сек, что подразумевает очень малую разницу в погрешностях обоих вычислений.

## Биография

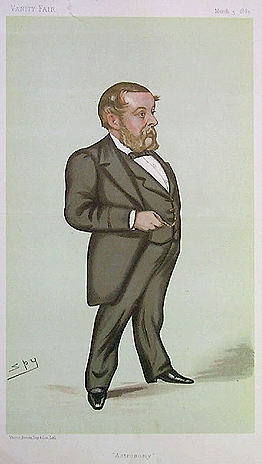
«Астроном»
Карикатура Уордп Лесли в Vanity Fair, от 3 марта, 1883

Его отец умер в 1850 году и его мать приняла действенное участие в его образование.
Он был весьма болезненным ребёнком и по улучшению его здоровья он был отправлен в Королевский колледж Лондона, а затем получил стипендию в Колледже Святого Иоанна в Кембридже. Он окончил его в 1860 году 23-м учеником. Его ранее вступление в брак, будучи ещё студентом, вероятно, объясняет его низкое место во время экзамена на степень бакалавра с отличием.
Затем он обратился к астрономии и в 1865 году опубликовал статью о цветах двойных звезд в журнале Корнхилл. Его первая книга Сатурн и его система  (англ. Saturn and its System) были опубликованы в том же году за свой счет. Эта работа содержит подробный отчет о явлениях, происходящих на планете; но, хотя она был благосклонно принята астрономами, у неё не было больших продаж. Он намеревался создать серию подобных трактатов, с помощью которых он хотел рассказать о Марсе, Юпитере, Солнце, Луне, кометах и метеорах, звездах и туманностях, и фактически начал монографию о Марсе, когда крах новозеландского банка лишил его независимости, что не позволило ему реализовать свои планы не беспокоясь относительно их коммерческого успеха или неудачи.
Таким образом, он стал зависеть от своих публикаций для поддержки своей семьи. Узнав о судьбе своего Сатурна и его системы, он понял, что широкую публику не привлекают работы, требующие тщательного изучения, и стал культивировать более популярный стиль. Он написал для ряда периодических изданий произведения на астрономическую тему; и хотя он заявлял, что он охотнее работал бы в каменоломне или занимался бы какой-либо другой формой тяжелого и честного, но ненаучного труда, если бы ему была бы предложена скромная компетенция, однако, он достиг высокой степени популярности, а его многочисленные работы оказали большое влияние на ознакомление общественности с основными фактами тогдашней астрономии
.
Однако его усилия не всегда были успешными. Его «Звёздный справочник» (англ. Handbook of the Stars) (1866) был отклонен г-ном Лонгмансом и г-ном Макмилланом, но, будучи напечатанным, в частном порядке, он продавался достаточно хорошо. За свою книгу «Полчаса за телескопом» (англ. Half-Hours with the Telescope) (1868), которая в итоге достигла 20-го издания, он получил первоначально £25 от г-на Хардвика. Хотя преподавание не было целью его жизни, он некоторое время занимал должность преподавателя-репетитора математики в военных академиях «Вулидже и Сандхерсте».
Его литературное положение тем временем улучшилось, и он стал постоянным участником «The Intellectual Observer», «Chamber's Journal» и «Popular Science Review». В 1870 году появился его «Мир не такой как наш» (англ. Other Worlds Than Ours); в котором он обсудил вопрос о множестве миров в свете новых научных фактов. За этим последовала длинная серия популярных трактатов, среди которых наиболее важными из них являются:
- «Лёгкая наука в часы отдыха» (англ. Light Science for Leisure Hours and The Sun ) (1871);
- «Всё, что вращается вокруг нас и эссе по астрономии» (англ. The Orbs around Us and Essays on Astronomy) (1872);
- «Пространство Неба, Луны и сопутствующие области науки» (англ. The Expanse of Heaven, The Moon and The Borderland of Science) (1873);
- «Вселенная и ближайшие транзиты, а также транзиты Венеры» (англ. The Universe and the Coming Transits and Transits of Venus) (1874);
- «Наше место среди бесконечности» (англ. Our Place among Infinities) (1875);
- «Мифы и чудеса астрономии» Myths and Marvels of Astronomy (1877);
- «Вселенная звезд» (англ. Universe of Stars) (1878);
- «Цветы Неба» (англ. Flowers of the Sky) (1879);
- «Поэзия астрономии» (англ. The Poetry of Astronomy) (1880);
- «Лекции о звездах без напряга и такие же научные исследования» (англ. Easy Star Lessons and Familiar Science Studies) (1882);
- «Тайны времени и пространства» (Mysteries of Time and Space (1883) — Цифровая копия)
- «Великая пирамида» «The Great Pyramid» (1883) —  Цифровая копия ;
- «Вселенная Солнц» (англ. The Universe of Suns) (1884);
- «Времена года» (англ. The Seasons) (1885);
- «Другие Солнца и полчаса о звездах» (англ. Other Suns than Ours and Half-Hours with the Stars ) (1887).

В 1881 году он основал, популярный еженедельный журнал о науке «Знание» (преобразованный в ежемесячный в 1885 году), который имел значительный оборот. В нём он писал по большому разнообразию предметов, в том числе по шахматам и висту.
Он также был автором статей об астрономии в «Новой американской энциклопедии» и девятом издании Британской энциклопедии и был известен как популярный лектор по астрономии в Англии, Америке и Австралии.

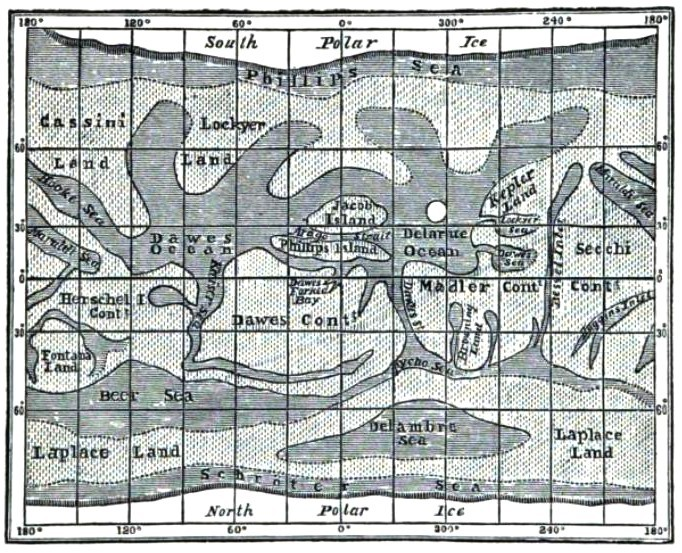
Карта Марса, созданная Р. Проктором

В 1866 году он был избран членом Королевского астрономического общества, стал почетным секретарем в 1872 году и написал для ежемесячного обозрения восемьдесят три отдельных доклада. Из них наиболее важную заметку о распределении звёзд, звездных скоплений и туманностей, а также состав звёздной вселенной. Он был экспертом во всем, что касалось картографического рисунка, и опубликовал два звездных атласа. Схема в изографической проекции, демонстрирующая все звёзды, содержащиеся в Боннском обозрении, была разработана, чтобы показать те законы, согласно которым звезды до 9-10-й величины распределены по северному небу. Его теоретические соображения относительно Солнечной короны (Monthly Notices, xxxi., 184, 254) также заслуживают упоминания, а также его обсуждения вращения Марса, посредством которых можно вывести его период с вероятной ошибкой 0,005 сек. Он также энергично критиковал официальные данные о наблюдениях за прохождениями Венеры по диску Солнца в 1874 и 1882 годах.
Его крупнейшая и самая амбициозная работа «Старая и новая астрономия» (англ. Old and New Astronomy) оставшаяся незавершенной до его смерти, была завершена Артуром Раньяром и опубликована в 1892 году и вторым изданием в 1895 году.
Он поселился в Америке спустя некоторое время после своего второго брака в 1881 году и умер от жёлтой лихорадки в Нью-Йорке 12 сентября 1888 года. Памятник в его честь был установлен чуть позже. Его дочь от первого брака, Мэри Проктор, стала астрономом и успешным лектором и писателем.

## Память
В честь Проктора назван кратер на Марсе.

## Дальнейшее чтение
- (англ.) Noble, W. Obituary: Richard A. Proctor (англ.) // The Observatory[англ.]. — 1888. — Vol. 11. — P. 366—388. — Bibcode: 1888Obs....11..366N.
- (англ.) Willard, Charlotte R. Richard A. Proctor (англ.) // Popular Astronomy. — 1894. — Vol. 1, no. March. — P. 319—321.
- (англ.) N/A. Obituary (англ.) // Monthly Notices of the Royal Astronomical Society : journal. — Oxford University Press, 1889. — Vol. 49, no. 2. — P. 164—168. — doi:10.1093/mnras/49.4.164. — Bibcode: 1889MNRAS..49..164..

Эта статья (раздел) содержит текст, взятый (переведённый) из статьи «Proctor, Richard Anthony» (ред. — Chisholm, Hugh) Vol. 22 (11th ed.) из одиннадцатого издания «Британской энциклопедии», перешедшего в общественное достояние.